# Galdhøpiggen
Galdhøpiggen je nejvyšší hora Norska. Její nadmořská výška činí 2 469 m. Leží v samosprávném území Lom, v kraji Innlandet. Je součástí horské oblasti Jotunheimen.

## Výška
Galdhøpiggen nebyl vždy považován za nejvyšší horu Norska, o přízvisko nejvyšší norská hora soupeřil s Glittertindem, neboť některá měření naznačovala, že je díky svému ledovci na vrcholu nepatrně vyšší. Ledovec se o něco zmenšil a dnes je Glittertind v současné době vysoký 2464 m n. m. včetně ledovce. Dnes je tedy jednoznačně považován za nejvyšší horu Galdhøpiggen a je i nejvyšší horou celé Skandinávie.

## Přístup
Galdhøpiggen je populárním cílem turistiky. Většina turistů se pohybuje ve velkých skupinách s horskými vůdci, vzhledem k nebezpečí pádu do trhlin navázána na laně.
Poprvé byl zlezen v červenci 1850 Steinarem Sulheimem, S. Flaattenem a L. Arnesenem.
Dostupnost vrcholu není zvlášť náročná, výstup z Juvasshytta (1850 m) trvá přibližně 4 hodiny podle podmínek a zdatnosti, sestup trvá kolem 2 hodin. Tři hodiny z výstupu zabere chůze a 45 minut příprava k přechodu přes Styggebreen („stygge“ znamená ošklivý, ne nebezpečný), hodinu lze strávit na vrcholu a dvě hodiny cesty zpět na Juvasshytta. Další možná trasa výstupu začíná na turistické základně Spiterstulen (1100 m), tato trasa sice překonává výrazně větší převýšení, ale vyhýbá se ledovcům, takže se na ni lze vypravit bez průvodce. Z vrcholu lze pozorovat oblast o rozloze 35 000 km².

## Galerie

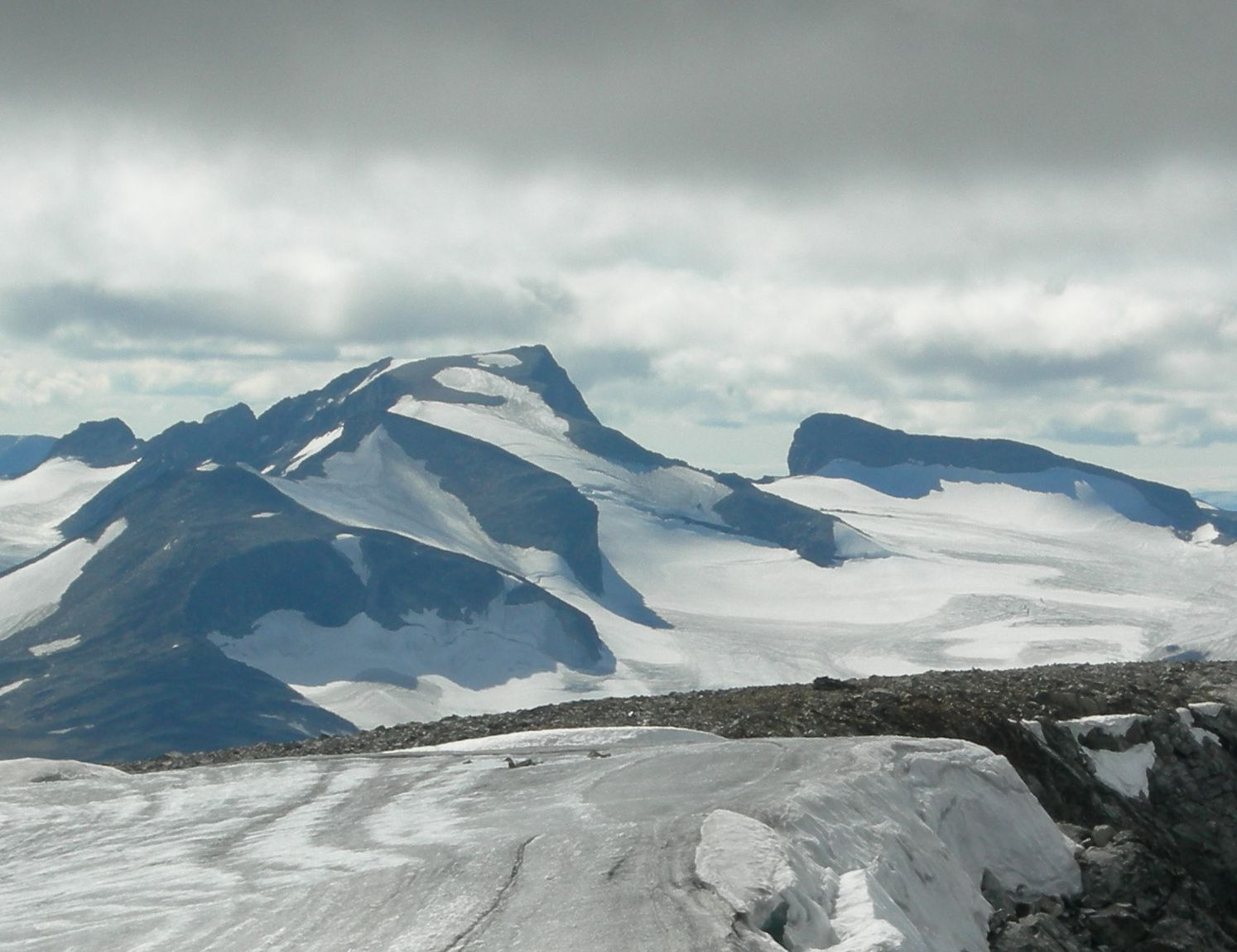
Celkový pohled na horu
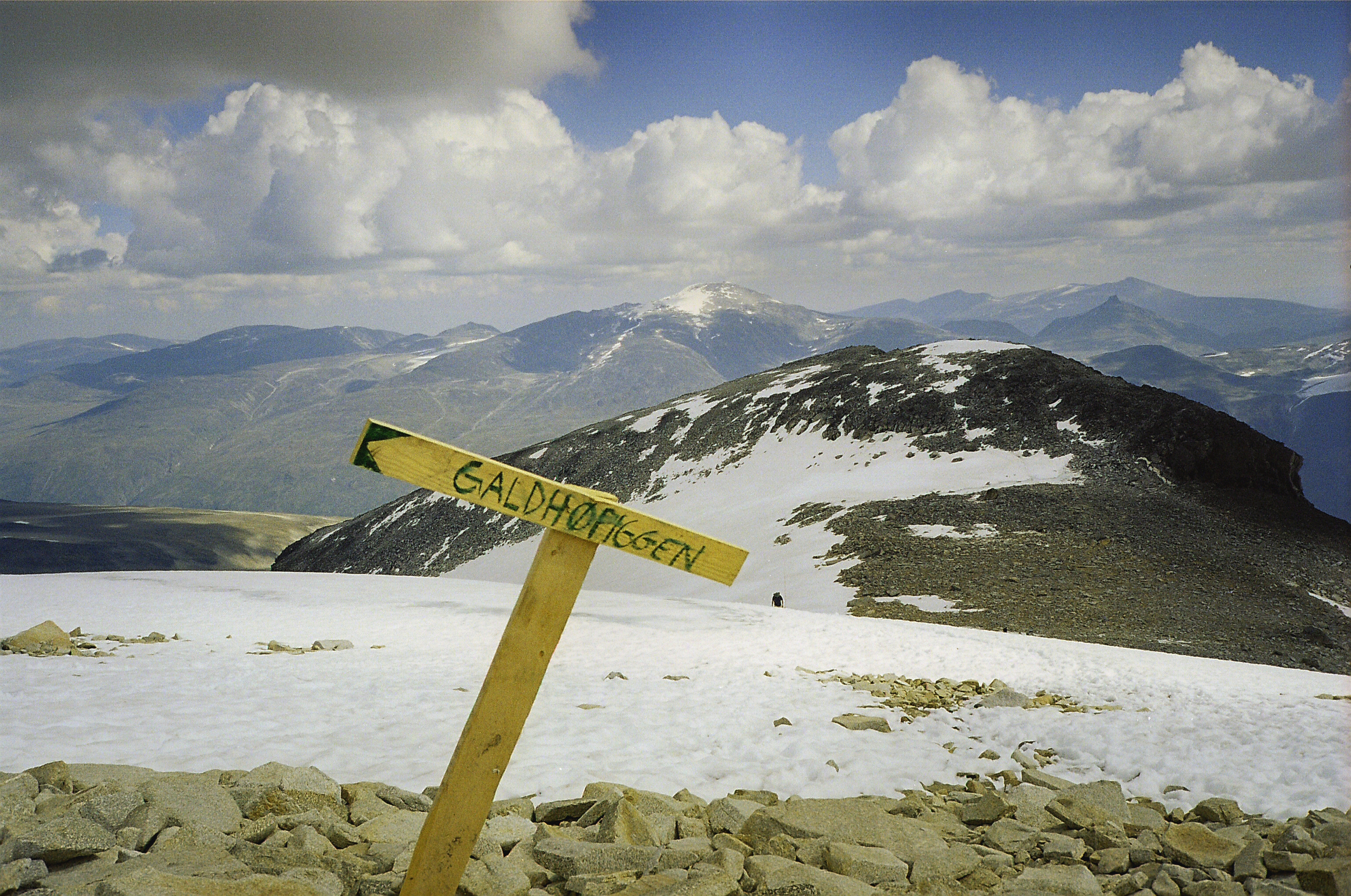
Značení cesty na vrchol
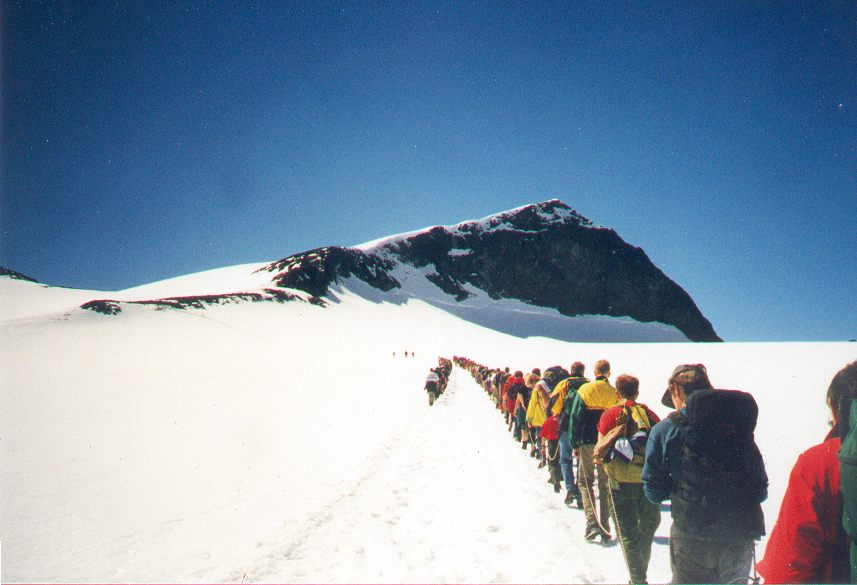
Výstup přes ledovec
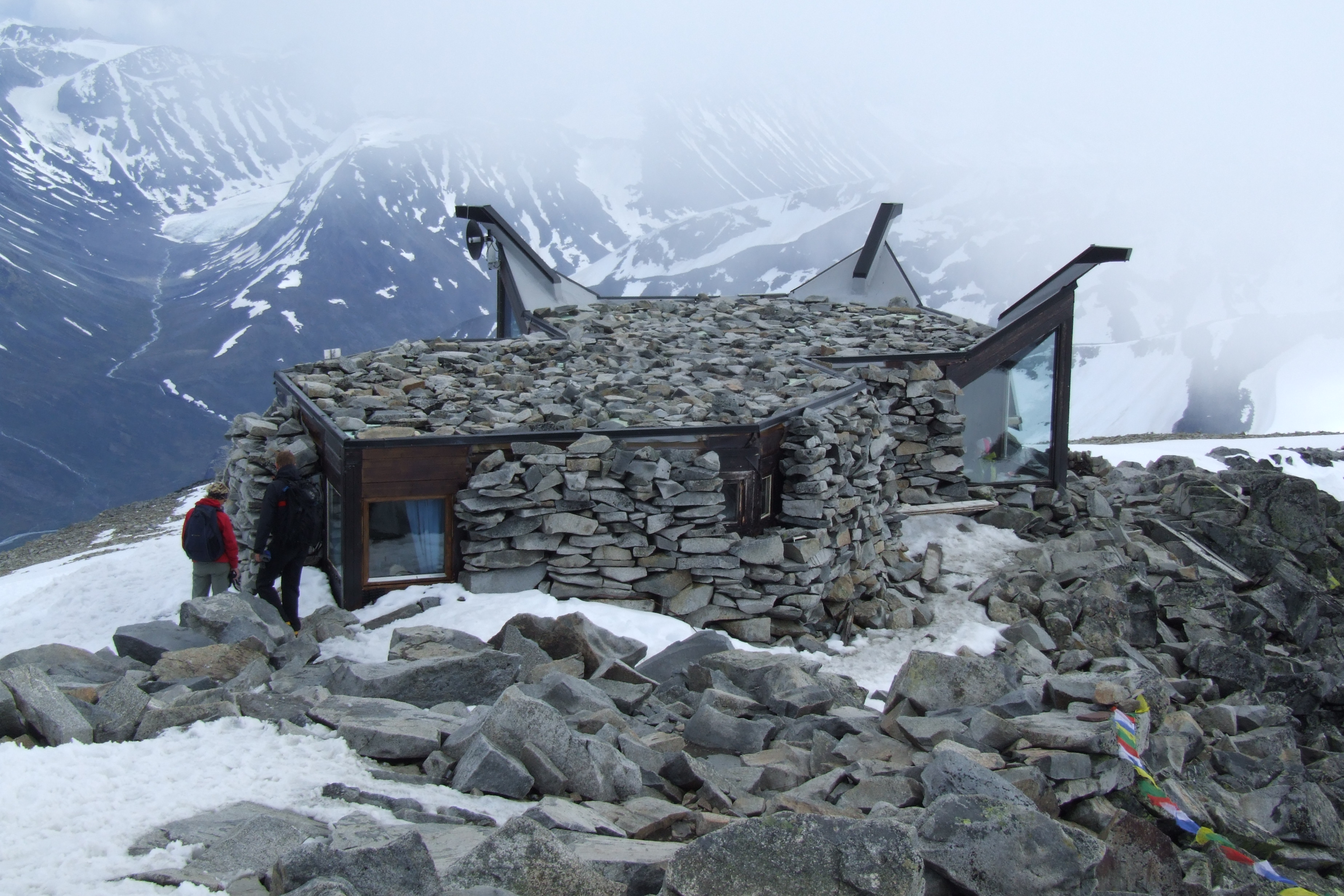
Vrchol, chata Knut Voles